# Roger Chaput
 (août 2020).
Si vous disposez d'ouvrages ou d'articles de référence ou si vous connaissez des sites web de qualité traitant du thème abordé ici, merci de compléter l'article en donnant les références utiles à sa vérifiabilité et en les liant à la section « Notes et références ».
Roger Chaput, né le 19 mai 1909 et mort le  22 décembre 1994, est un guitariste de jazz français et un artiste visuel connu pour son travail avec le Quintette du Hot Club de France.

## Biographie
Chaput grandit à Ménilmontant, quartier populaire du nord de Paris, où il apprend à jouer de la guitare et de la mandoline. Il se produit d'abord au banjo dans les groupes de bal-musette de Michel Péguri et Albert Carrara.
En 1931, il rejoint l'ensemble de jazz du contrebassiste Louis Vola. En 1934, Chaput et Vola rejoignent le Quintette du Hot Club de France avec Django Reinhardt, Stéphane Grappelli et Joseph Reinhardt. Il se produit en tant que guitariste rythmique sur de nombreux enregistrements célèbres du groupe, dont Daphne, Belleville et Ultrafox.
En 1938, il quitte le groupe et devient membre du Hot Club Swing Stars jusqu'en 1943. Il joue également avec Eddie South, Bill Coleman, Dicky Wells, Gus Viseur, Richard Blareau, Alix Combelle, André Ekyan et Buck Clayton. En 1965, il enregistre l'album Tonton Guitare 1 sous son propre nom. Il est suivi de Tonton Guitare 2 en 1970.
Chaput a également travaillé comme dessinateur et peintre à l'huile et son travail a été publié dans le magazine français Jazz Hot.

## Discographie en solo
- Tonton Guitare 1 (Disques Du Cavalier, 1965)
- Tonton Guitare 2 (Disques Du Cavalier, 1970)